# Hāʾ
Hāʾ (en arabe هَاء, hāʾ, ou simplement ه) est la 26e lettre de l'alphabet arabe.

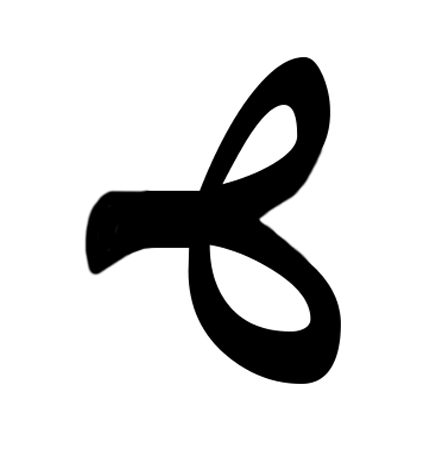
La lettre ha écrite sous sa forme médiane.

Sa valeur numérique dans la numération Abjad est 5.

## Représentation informatique
| formes | représentations | chaînes de caractères | points de code | descriptions     |
| ------ | --------------- | --------------------- | -------------- | ---------------- |
| lettre | ه               | ه                     | U+0647         | lettre arabe hé’ |